# Hypocauste

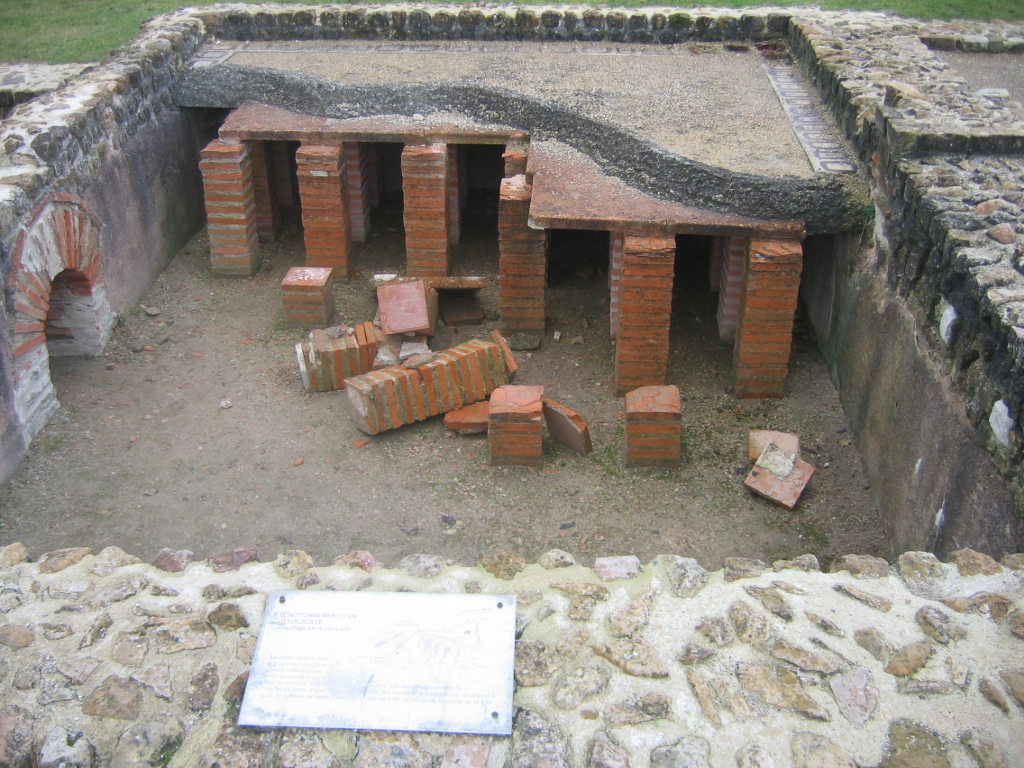
Hypocauste de la villa suburbaine de Vieux-la-Romaine, Basse-Normandie, France.

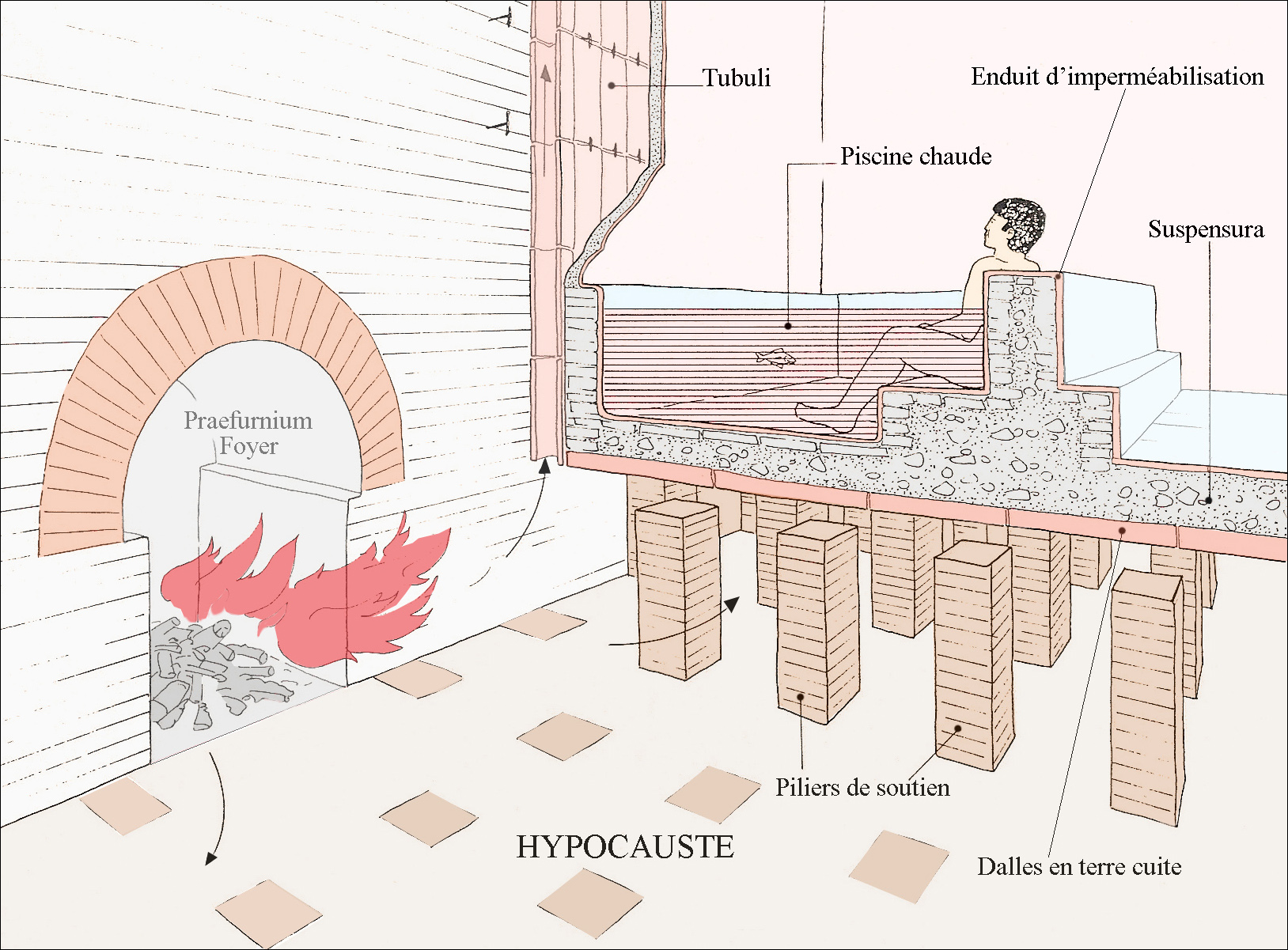
Schéma de fonctionnement d'un hypocauste à pilettes.

L'hypocauste (hypocaustum) est le nom donné au système de chauffage par le sol utilisé à l'époque romaine, dans l'ensemble de l'Empire, et notamment par les Gallo-romains dans les thermes romains et les bains.
Ce principe de construction était déjà connu de la civilisation de la vallée de l'Indus (ville de Mohenjo-daro, abandonnée au XVIIIe siècle av. J.-C.) et des Grecs dès le IVe siècle av. J.-C. à Athènes par exemple. On en a également retrouvé des vestiges à Olympie datant du Ier siècle av. J.-C.
Par leur utilisation intensive de ce système, ce sont les Romains qui le perfectionnèrent, notamment pour le caldarium des thermes. Ils en attribuaient l'invention à Caius Sergius Orata. De plus, la majorité des « salles de bains » des riches villae et domus romaines étaient dotées d'hypocaustes.
Le site gallo-romain de Champlieu comporte les vestiges d'un hypocauste datant du IIe siècle, dont la structure et le fonctionnement sont décrits par Achille Peigné-Delacourt.
Ce système de chauffage fut ensuite réutilisé par les premiers chrétiens qui bâtissaient leurs églises sur d'anciennes demeures romaines munies d'hypocaustes comme le baptistère Saint-Jean à Poitiers dont le bassin était chauffé.

## Description
Un grand foyer, le praefurnium, situé à l'extérieur de la pièce, avait la forme d'une petite chambre circulaire ou rectangulaire voûtée, avec une ouverture pour l'allumage, et communiquait par une seconde ouverture avec l'hypocauste. Ce foyer était toujours aménagé dans une pièce de service ventilée et conçue pour recevoir une réserve de combustible (charbon de bois). Dans les grands thermes romains, ces pièces de service sont installées sur une façade latérale du bâtiment et desservies par une galerie ouvrant sur l'extérieur pour faciliter l'approvisionnement. Généralement, le dosage de la chaleur se faisait par la proximité ou le nombre de foyers communiquant avec les hypocaustes. Dans le schéma le plus simple, le foyer s'ouvrait sous ou à côté de la pièce à chauffer. On estime que la température obtenue dans les pièces ne pouvait pas dépasser 30 degrés.
L'hypocauste n'était pas voûté à la manière d'un four mais était un espace couvert d'un sol « suspendu » appelé la suspensura, formée d'une épaisse couche de mortier de tuileau, souvent doublé d'un lit de briques. Ce sol épais, s'il était long à chauffer, en revanche, conservait mieux la chaleur et les baigneurs devaient chausser des sandales à semelles de bois pour se déplacer. La suspensura reposait sur un grand nombre de pilettes (piliers de petites briques) disposées à intervalles réguliers, sur un radier de briques. Ces pilettes étaient formées de briques superposées de forme majoritairement carrée dont la hauteur variait selon la température qu'on souhaitait obtenir. Afin que l'air chaud circule mieux dans les salles, les murs étaient doublés intérieurement par un réseau de tubulures (tubuli en latin), canalisations de terre cuite de section rectangulaire mis bout à bout. L'évacuation des gaz chauds se faisait le plus souvent par des cheminées.